# Лютеранская церковь Святых Петра и Павла (Тбилиси)
Церковь Святых Петра и Павла (груз. წმინდა პეტრესა და პავლეს თბილისის ლუთერანული ეკლესია) — храм лютеранско-евангелической общины немцев Тифлиса. Был построен в конце XIX века на углу улиц Кирочной (ныне — Марджанишвили) и Михайловской (ныне — проспект Давида Агмашенебели).
В 1940 году здание церкви было разрушено.

## История
В начале XIX века в Закавказье прибыло несколько сотен семей немцев, планировавших отправиться на гору Арарат для встречи там наступления тысячелетнего царства. Однако ввиду отсутствия такой возможности из-за военных действий, царское правительство предложило им создавать свои колонии в данном регионе. Часть из них поселилась в предместьях Тифлиса, в колонии, получившей название «Новый Тифлис». В 1862 году колония была присоединена к городу в качестве района и в 1876 году проживало уже около 2000 человек. Здесь существовала школа, в которой обучение велось на немецком и русском языках.
К концу XIX века был решён вопрос о строительстве церковного здания. Проект для него разработал архитектор Леопольд Бильфельд, спланировав новую церковь в стиле популярной для того периода неоготики.
Церковь функционировала до 1930-х годов, когда была закрыта коммунистическими властями. В 1940-х годах здание было разрушено, здесь в 1940-е — 1950-е годы были выстроены два жилых и одно административное здание, оформившие площадь Марджанишвили.